# Symphoromyia plagens
Symphoromyia plagens är en tvåvingeart som beskrevs av Samuel Wendell Williston  1886. Symphoromyia plagens ingår i släktet Symphoromyia och familjen snäppflugor. Inga underarter finns listade i Catalogue of Life.